# 鋪地柏
鋪地柏（Juniperus procumbens），亦作地柏，又名爬地柏、匍地柏、偃柏、矮儈，是一種矮小的柏科圓柏屬灌木，原生於日本南部。這種植物的原生地及是否存在野生品種有爭議：有學者認為這種植物原生於九州的南日本其他島嶼的高山上；亦有其他意見指它原生於南日本沿岸（千葉縣以北），亦於朝鮮半島西岸及南岸生長。鋪地柏與桧树（J. chinensis var. procumbens）關係密切，所以有時被認為是桧树的一個變種（J. chinensis var. procumbens）。常見於盆景。
种名procumbens意为平卧的。